# 月球生命

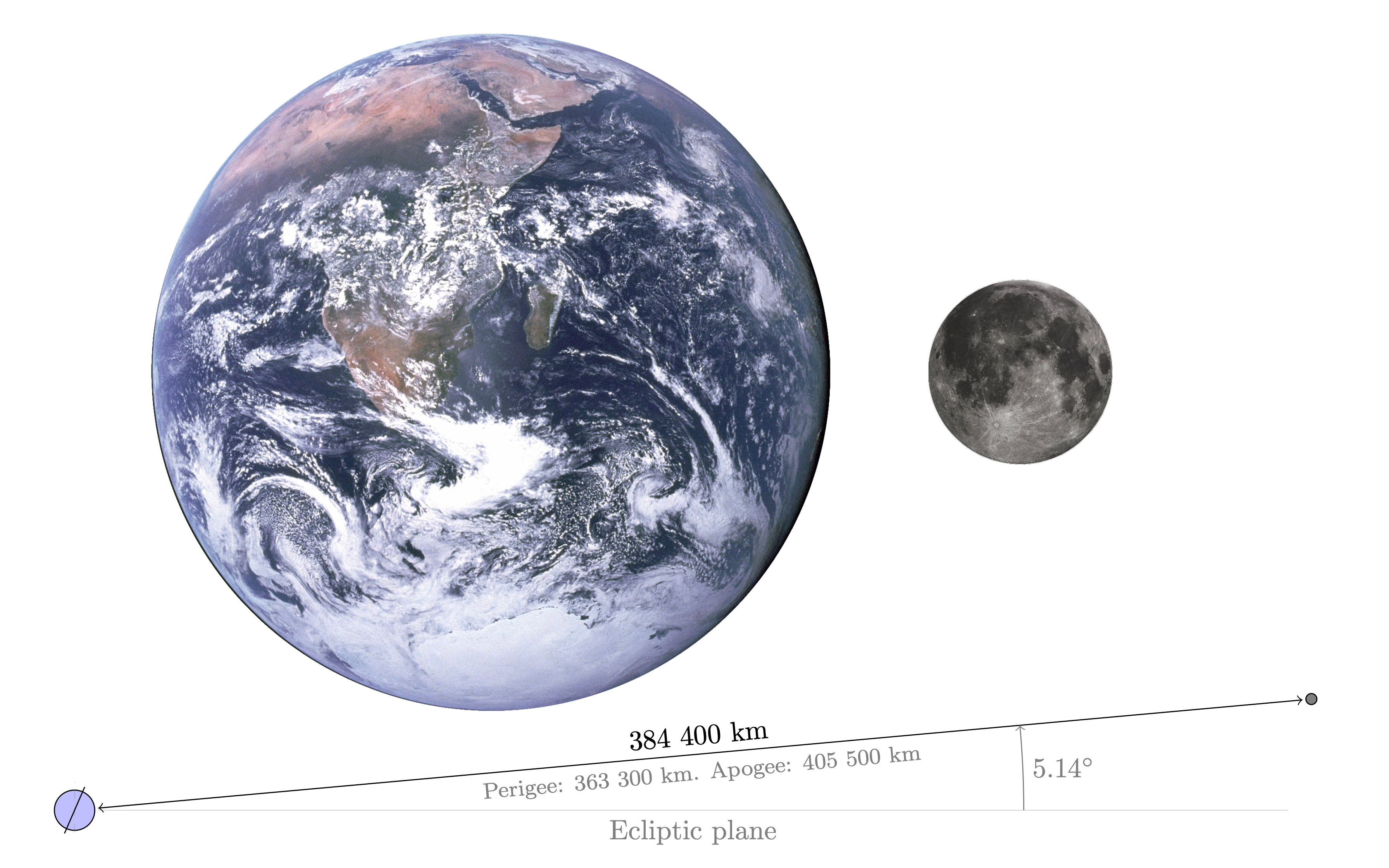
地月系统大小对比。可以看出，相比于地球，月球质量较小，难以孕育生命

尽管月球在目前十分荒芜，人類目前仍在研究月球是否存在生命。古时，人们对月球生命做出了许多幻想，也因此製作了大量艺术作品。而现今科学家认为，尽管月球在目前十分荒芜，但在40亿及35亿年前两个时间点，其表面可能曾在数百万年内存在液态水，甚至可能存在3000英尺（约900米）深的海洋。在该时间点，月球可能存在生命。
人类目前还没有在月球上发现生命。NASA的科學家曾經嘗試培育月壤中可能的細菌，但最終未能成功。不过，生命曾被太空探测器及人类短暂带上月球，包括多種微生物及動植物。有研究者认为，生命可能仍然存在于月球極地的永冻陨石坑内。

## 月球环境
月球自转周期长，表面昼夜温差大，且大气极为稀薄，磁場很弱。在月球表面，液态水仅能存在数秒，水仅能以固態形式存在于月壤中和极地的永久阴影区。由于大气稀薄，月球表面缺乏天气现象，并会直面太阳风及陨石的袭击，难以维持生命。不过，有部分地下洞穴的温度较为适宜生命生存，一个洞穴的温度甚至長期维持在17°C。同時，月球地下溫暖和受壓的部分仍有可能存在液態水。

## 目前生命

### 人类
1969年7月20日，尼尔·阿姆斯特朗首次踏上月球表面。其后，又有11人先后踏上月球。在未来的阿尔忒弥斯计划中，又将有更多人踏上月球。

### 微生物

#### 水熊蟲
2019年4月11日，以色列航天器「創世紀」由於引擎故障及通訊問題墜毀在月球表面，但探測器上搭載的數千隻水熊蟲可能仍然存活。它們有些以休眠狀態被裝入人造琥珀中，有些則附在探測器的磁帶上。 「這意味著月球所謂的『原始環境』已被破壞，」英國公開大學行星與空間科學家莫妮卡·格雷迪教授說。

#### 細菌
1969年，阿波羅計劃的宇航員在月球上留下了96包人類排泄物。这些排泄物中的大量細菌及微生物仍有可能存活。

### 棉花及其它生命
2019年1月，嫦娥四號生物科普試驗中，探測器攜帶了马铃薯、拟南芥、油菜、棉花、果蝇、酵母6種生物到達月球。其中，棉花種子成功發芽。

## 相關研究及爭議

### 古代
自古以來，人類就一直在猜測月球上是否存在生命。人们在想象中认为月亮上可能有仙子、仙人以及玉兔、蟾蜍、桂树等生命。受此影響，古代文人书写了大量关于月球生命的诗词及传说。

### 近代及現代
1878年，《科學美國人》發表了一篇題為《月球有人居住嗎？》的文章，對月球生命進行了早期的科學探究。1939年，温斯顿·丘吉尔的一篇文章得出结论，由于缺乏大气层，月球不太可能孕育生命。
1969年，來自NASA的科學家在無菌環境中嘗試培育月壤中可能的細菌，但最終未能發現細菌成長跡象。
2017年，一项由Debra Needham发起的研究显示，月球可能曾在长达7000万年的時間裡擁有一个密实的大气层。而罗彻斯特大学的John Tarduno则提出，月球可能在约45亿年前擁有一个较活跃的磁场，并在5亿年後近乎消散。不过，NASA则认为当时月球的大气层较薄，而其磁场存在時間較長，在32亿年前已显著减弱，15亿年前几乎完全消失。然而，科学家对月球上生命可能出现的时间仍有争议。
“看起来月球在那時很有可能是相對宜居的，”美国华盛顿州立大学的Dirk Schulze-Makuch说，“或許有细菌存活在月球表面的水體中，直到月球表面渐趋干旱。”
2018年7月23日，倫敦大學伯貝克學院及柏林科技大學共同發佈了一項關於月球生命的研究。研究認為，儘管月球在目前寸草無生，但它在某些時期可能較為宜居。在約40億及35億年前，火山噴發帶來大量水蒸氣，覆蓋月球表面，並加厚月球大氣。同時，月球在當時可能擁有一個全球性磁場。在該環境下，氨基酸可能在月球上形成，或由小行星撞擊到達月球表面，從而產生原始生命。

### 未來任務
关于月球生命的未来任务较少。在NASA选定的12项關於月球的未来研究中，没有一项与月球生命有直接关联。

## 文化及藝術

### 神話傳說

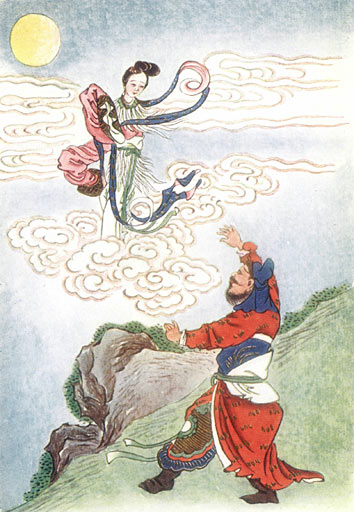
嫦娥奔月

与月球生命有关的传说有：
- 廣寒宫的相关传说[40]

### 藝術作品
與月球生命有關的藝術作品有：

#### 绘画
魏晋以后，月兔捣药的说法日渐盛行。到了明清，月兔成为艺术家的重要创作对象。而在深受中國文化影響的日本、韓國，也有不少關於月兔的繪畫。相关繪畫有：
- 月下桂兔图（张敔）
- 满月兔杵（松村吳春，大英博物馆藏）

嫦娥也經常在繪畫中出現。例如：
- 嫦娥奔月（唐寅）

#### 雕塑
關於月球生命的雕塑有：
- 阿耳忒彌斯像（公元2世紀，盧浮宮藏）[43][44]